# 法科納 (愛荷華州)
法科納（英語：Faulkner）是位於美國愛荷華富蘭克林縣的一個非建制地區。該地的面積和人口皆未知。